# Traité d'Ancenis
Caen (1465) Senlis (1468)
Le traité d'Ancenis, est une capitulation signé par le duc de Bretagne, François II de Bretagne au roi de France Louis XI, le 10 septembre 1468. Le duc de Bretagne s'engage à rompre ses alliances avec Charles le Téméraire et le roi d'Angleterre et faire allégeance à la Couronne de France. Ce traité préfigure la fin de l'indépendance bretonne qui sera effective en 1532. 

## Historique
La Ligue du Bien public organisée par le duc de Bretagne, le duc de Bourgogne et les opposants au roi de France avait conduit à la défaite des troupes royales à la bataille de Montlhéry et à l’abandon de toute prétention de Louis XI sur les évêchés bretons. 
À l'automne 1467, Louis XI décida de se venger en envoyant ses troupes ravager les Marches de Bretagne. Le 2 septembre 1468, Nicolas d'Anjou, sire de Pont-à-Mousson met le siège devant Ancenis. La trêve finie, la garnison d’Ancenis d’environ 1 500 soldats, ne résiste que quelques jours, face à l'armée royale forte de 8 000 hommes. Il se rend le 7 septembre 1468. 
Le 10 septembre, le traité d’Ancenis négocié sous les auspices de la papauté et signé par le duc de Calabre, Jean II de Lorraine, fils du Roi René pour le roi de France et par le chancelier de Bretagne Guillaume Chauvin pour le duc met fin aux incursions françaises en Bretagne contre la promesse du duc François II « d’être un bon serviteur du roi ».
Malgré le traité d'Ancenis de 1468, François II s'est de nouveau soulevé en 1472. La mort d'un de ses alliés, le prive d'appuis importants : Charles de Guyenne, réconcilié avec son frère aîné, meurt en 1472. Quant au duc d'Alençon, il finit par faire allégeance au roi de France en 1476. Dans la lutte qui oppose Louis XI et Charles le Téméraire, duc de Bourgogne, François II de Bretagne s'est allié avec le roi Édouard IV d'Angleterre aux côtés du Téméraire. Louis XI négocie le rembarquement des Anglais au traité de Picquigny en août 1475, puis la trêve de Souleuvres en septembre marque la fin des hostilités contre le Téméraire. Seul contre les armées du roi qui envahissent le duché de Bretagne, François II signe la paix de Senlis en 1475.